# Símbolos de Suaita
Los Símbolos de Suaita, son el emblema representativo de este municipio del departamento colombiano de Santander. La imagen de estos símbolos están representados por el escudo de armas de la ciudad de San José de Suaita; otro símbolo de la ciudad es la bandera municipal.

## Escudo
El escudo de armas de Sauaita está representado por un cuartel donde están los rayos del sol, la traducción indígena de Suaita. En la arte inferior del cuarte están las franjas de la bandera catalana en gualdo y gules. En la parte uperior está un corona y en la parte inferior una leyenda en castellano que dice Suaita Brazo del Sol .

## Bandera
La bandera de San José de Suaita es el símbolo oficial del corregimiento colombiano de San José de Suaita, en el departamento de Santander. Fue creada en el año 1994, cuando en octubre de ese año se promovió a través del Instituto Integrado de Enseñanza Media Comercial "San José" (o Inscomercial) el concurso "Elijamos Nuestra Bandera" con tal fin, el cual fue patrocinado por el Ingeniero Libardo Galvis Pérez.
La rectora del colegio Rugby Marina Cabarcas Consuegra, convocó a la ciudadanía para que participaran en la elaboración de la bandera del corregimiento. Los concursantes fueron más de 25, quienes hicieron llegar las propuestas con el nombre del participante, el número de cédula, seudónimo y el modelo con su respectiva descripción. El ganador fue Álvaro Hernández Cuevas con el seudónimo "Plutarco". El 12 de octubre de 1994 se dio a conocer el ganador y el emblema de la localidad.

## Simbología y Colores
La bandera está conformada de tres franjas horizontales del mismo ancho y ocupadas cada una de ellas por los colores azul, rojo y verde, con una estrella blanca en la franja central. Al lado del asta se ubica una franja vertical de color amarillo.
- La franja vertical, de color amarillo, representa la riqueza de la tierra y la bondad y virtudes de sus gentes.

- La franja superior, horizontal y de color azul, representa la majestad divina y el firmamento que cubre el pueblo; también representa el agua, recurso valioso de la región.

- La franja central, horizontal y de color rojo, simboliza el heroísmo de los fundadores y también la sangre de todos quienes trabajaron y contribuyeron a forjar la empresa y así la creación y la historia de San José de Suaita. En su centro una estrella de color blanco marfil de cinco puntos, logotipo que siempre representó a la industria Fábrica de Hilados y Tejidos de San José de Suaita, que nació en la localidad.

- La franja inferior, horizontal y de color verde, representa la esperanza viva que conservamos por el presente y futuro de San José de Suaita, también representa la más valiosa riqueza ecológica de la región, la montaña y sus ríos.

| Denominación | Amarillo    | Azul        | Rojo        | Verde       | Blanco      |
| ------------ | ----------- | ----------- | ----------- | ----------- | ----------- |
| Pantone      | 13-0761 TSX | 18-4063 TSX | 18-1650 TSX | 17-6156 TSX | 11-4002 TSX |
| RGB          | 255-209-19  | 43-79-156   | 5-36-40     | 0-135-58    | 241-244-255 |
| CMYK         | 0-18-93-0   | 72-49-0-39  | 0-82-80-20  | 100-0-57-47 | 5-4-0-0     |
| HEX          | #FFD113     | #2B4F9C     | #CD2428     | #00873A     | #F1F4FF     |